# Percival Lowell
Percival Lawrence Lowell (13/03/1855-12/11/1916) là một thương nhân người Mỹ, đồng thời là một tác giả, một nhà toán học và một nhà thiên văn học luôn tin rằng có kênh đào trên Hỏa tinh. Ông là người sáng lập Đài quan sát Lowell ở Flagstaff, Arizona, và đặt nền móng cho việc khám pha ra Diêm Vương tinh 14 năm sau khi ông qua đời.

## Sách và tạp chí tham khảo
- Zahnel K. (2001). "Decline and Fall of the Martian Empire". Nature. Quyển 412 số 6843. tr. 209–213. doi:10.1038/35084148. PMID 11449281.
- Crossley R. (2000). "Percival Lowell and the history of Mars". Massachusetts Review. Quyển 41 số 3. tr. 297–318.
- Strauss D. (1994). "Lowell, Percival, Pickering, W. H. and the founding of the Lowell Observatory". Annals of Science. Quyển 51 số 1. tr. 37–58. doi:10.1080/00033799400200121.
- Trefil J. (1988). "Turn-of-the-Century American Astronomer Lowell, Percival". Smithsonian. Quyển 18 số 10. tr. 34–.
- Meyer W. B. (1984). "Life on Mars is almost Certain + Lowell,Percival on Exobiology". American Heritage. Quyển 35 số 2. tr. 38–43.
- Hetherington N. S. (1981). "Lowell, Percival – Professional Scientist or Interloper". Journal of the History of Ideas. Quyển 42 số 1. tr. 159–161. doi:10.2307/2709423. JSTOR 2709423.
- Heffernan W. C. (1981). "Lowell, Percival and the Debate over Extraterrestrial Life". Journal of the History of Ideas. Quyển 42 số 3. tr. 527–530. doi:10.2307/2709191. JSTOR 2709191.
- Webb G. E. (1980). "The Planet Mars and Science in Victorian America". Journal of American Culture. Quyển 3 số 4. tr. 573. doi:10.1111/j.1542-734X.1980.0304_573.x.
- Hoyt W. G.; Wesley W. G. (1977). "Lowell and Mars". American Journal of Physics. Quyển 45 số 3. tr. 316–317. Bibcode:1977AmJPh..45..316H. doi:10.1119/1.10630.
- Hofling C. K. (1964). "Percival Lowell and the Canals of Mars". British Journal of Medical Psychology. Quyển 37 số 1. tr. 33–42. doi:10.1111/j.2044-8341.1964.tb01304.x.